# 131e brigade de fusiliers motorisés
Pour les articles homonymes, voir 131e brigade.
La 131e brigade de fusiliers motorisés est une ancienne unité militaire de l'Armée de terre russe. La brigade est formée en 1992 à partir de la 9e division de fusiliers motorisés et devient en 2009 la 7e base militaire russe.

## Historique
Lors de la première guerre de Tchétchénie, la brigade participe à l'assaut lancé le 31 décembre 1994 sur Grozny et subit de très lourdes pertes face aux insurgés .
Lors de la guerre russo-géorgienne d'août 2008, les 526e et 558e régiments de la brigade sont déployés en Abkhazie. La brigade donne naissance, à l'issue du conflit, à la 7e base militaire implantée à Goudaouta.